# Coral Gables
Coral Gables è un sobborgo degli Stati Uniti d'America, nello Stato della Florida. È del tutto indipendente da Miami nonostante ne sia confinante.

## Geografia fisica

### Territorio
Coral Gables si trova a sudovest della città di Miami. I suoi confini sono dati da:
- ad ovest: dalla Red Road (West 57th Avenue) a nord della Sunset Drive (South 72nd Street) e dalla West 49th Avenue e Old Cutler Road a sud di Sunset Drive;
- a nord: dal Tamiami Trail (U.S. Route 41 - South 8th Street), a parte una piccola zona che si estende a nord della 8th Street per otto isolati tra Ponce de Leon Boulevard e Douglas Road (West 37th Avenue);
- ad est: da Douglas Road (West 37th Avenue) a nord di South 26th Street, da Monegro Street a sud di South 26th Street fino a Cadima Avenue, Ponce De Leon Boulevard a sud di Cadima Avenue fino alla South Dixie Highway (U.S. Route 1), LeJeune Road (West 42nd Avenue) a sud della U.S. 1 fino a Battersea Road e dalla Baia di Biscayne a sud di Battersea Road;
- a sud e delimitata dal Charles Deering Estate.

Secondo lo United States Census Bureau, la città ha un'area complessiva di 96 km², 34 km² dei quali è su terra, mentre 62 km² di questi (64,64%) sono acqua.

### Clima
| Coral Gables, Florida | Mesi | Mesi | Mesi | Mesi | Mesi  | Mesi  | Mesi  | Mesi  | Mesi  | Mesi  | Mesi | Mesi | Stagioni | Stagioni | Stagioni | Stagioni | Anno    |
| Coral Gables, Florida | Gen  | Feb  | Mar  | Apr  | Mag   | Giu   | Lug   | Ago   | Set   | Ott   | Nov  | Dic  | Inv      | Pri      | Est      | Aut      | Anno    |
| --------------------- | ---- | ---- | ---- | ---- | ----- | ----- | ----- | ----- | ----- | ----- | ---- | ---- | -------- | -------- | -------- | -------- | ------- |
| T. max. media (°C)    | 31   | 32   | 34   | 36   | 36    | 37    | 38    | 37    | 36    | 35    | 33   | 32   | 31,7     | 35,3     | 37,3     | 34,7     | 34,8    |
| T. media (°C)         | 20   | 21   | 23   | 24   | 27    | 28    | 29    | 29    | 28    | 27    | 24   | 22   | 21       | 24,7     | 28,7     | 26,3     | 25,2    |
| T. min. media (°C)    | −2   | −3   | 0    | 4    | 10    | 16    | 19    | 19    | 17    | 11    | 2    | −1   | −2       | 4,7      | 18       | 10       | 7,7     |
| Precipitazioni (mm)   | 41,1 | 59,2 | 76,2 | 79,8 | 135,6 | 245,6 | 165,1 | 225,6 | 250,4 | 160,8 | 83,1 | 51,8 | 152,1    | 291,6    | 636,3    | 494,3    | 1 574,3 |

## Storia
Coral Gables fu sviluppata da George Edgar Merrick durante il boom immobiliare della Florida negli anni 1920 ed è stata una delle prime New Town, precorrendo lo sviluppo delle comunità urbane e delle associazioni di proprietari; è famosa per la sua rigida regolamentazione urbanistica. Nel 1926 la città copriva 40 km², con vendite per 150 milioni di dollari su 100 milioni spesi per la sua costruzione.
L'architettura della città è quasi interamente in stile Mediterranean Revival. Merrick progettò il distretto commerciale del centro cittadino largo solo quattro isolati e lungo più di 3 km. L'arteria principale, Ponce De Leon Boulevard, tagliava in due il distretto degli affari e Merrick poteva vantarsi che ogni attività di Coral Gables poteva essere raggiunta a piedi con meno di due isolati.
La città aveva un sistema di tram elettrico, che venne superato con la diffusione delle automobili. Dal novembre 2003 una nuova linea gratuita è attiva su Ponce de León Boulevard. Nel 1925, praticamente alla fondazione di Coral Gables, la città fu selezionata come sede per la Università di Miami, che fu costruita quell'anno su 1 km² di terreno ad ovest della U.S. Route 1, circa a 3 km a sud del centro di Coral Gables.

## Monumenti e luoghi d'interesse

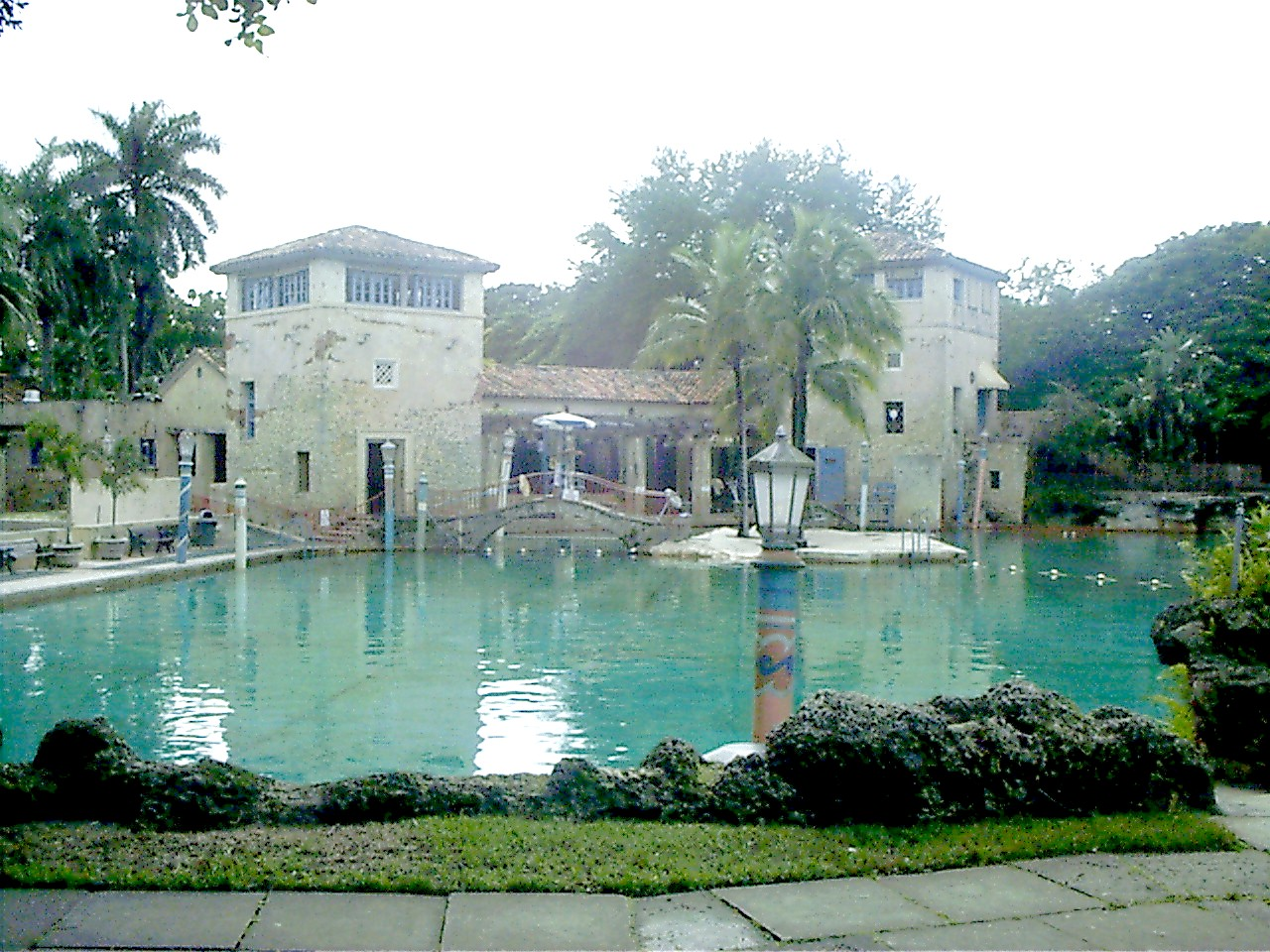
Venetian Pool.

### Architetture civili
- Venetian Pool
- City Hall
- Coral Gables House
- Douglas Entrance (La Puerta del Sol)
- Biltmore Hotel
- DeSoto Fountain

### Zone commerciali
- Miracle Mile
- Village of Merrick Park

### Aree naturali
- Fairchild Tropical Botanic Garden
- Coral Way scenic drive
- John C. Gifford Arboretum
- Montgomery Botanical Center
- Matheson Hammock Park

## Società
| Popolazione di Coral Gables |          |
| Anno                        | Abitanti |
| 1930                        | 5.597    |
| 1940                        | 8.294    |
| 1950                        | 19.837   |
| 1960                        | 34.793   |
| 1970                        | 42.494   |
| 1980                        | 43.241   |
| 1990                        | 40.091   |
| 2000                        | 42.249   |
| 2010                        | 46.780   |

Secondo le stime del 2012, nella città ci sono 47.401 persone, 18.189 nuclei famigliari e 11.115 famiglie. Il reddito medio per nucleo familiare era di 77.890$, mentre quello individuale di 48.811$. Circa il 5,94% delle famiglie ed il 3,55% delle famiglie con bambini sono sotto la soglia di povertà.
La composizione etnica della città è del 54% di ispanici, 39% di bianchi, 3% di persone di colore, 3% di asiatici e 1% di altri gruppi etnici.
Lo spagnolo era parlato a casa dal 50,9% dei residenti, mentre l'inglese era l'unica lingua parlata a casa del 42,95%. Altre lingue parlate dalla popolazione sono il francese 1,22%, portoghese 0,28% e l'italiano 3,91%.

## Cultura

### Biblioteche
Il Miami-Dade Public Library System ha una propria sede anche a Coral Gables.

### Scuole
Scuole pubbliche
Le scuole di Coral Gables fanno parte delle Miami-Dade County Public Schools, che copre quasi tutta l'area metropolitana di Miami. Il distretto gestisce una scuola elementare, Coral Gables Elementary School situata su Ponce de Leon Boulevard, una scuola media, la George Washington Carver Middle School, ed una scuola superiore a Coral Gables, la Coral Gables High School.
Scuole private
A Coral Gables si trova la sede delle Gulliver Schools.
La storica St. Theresa Catholic School si trova nei pressi del Biltmore Hotel.
Altra scuola presente in città è la St. Philip's Episcopal and Riviera Day School.
Università

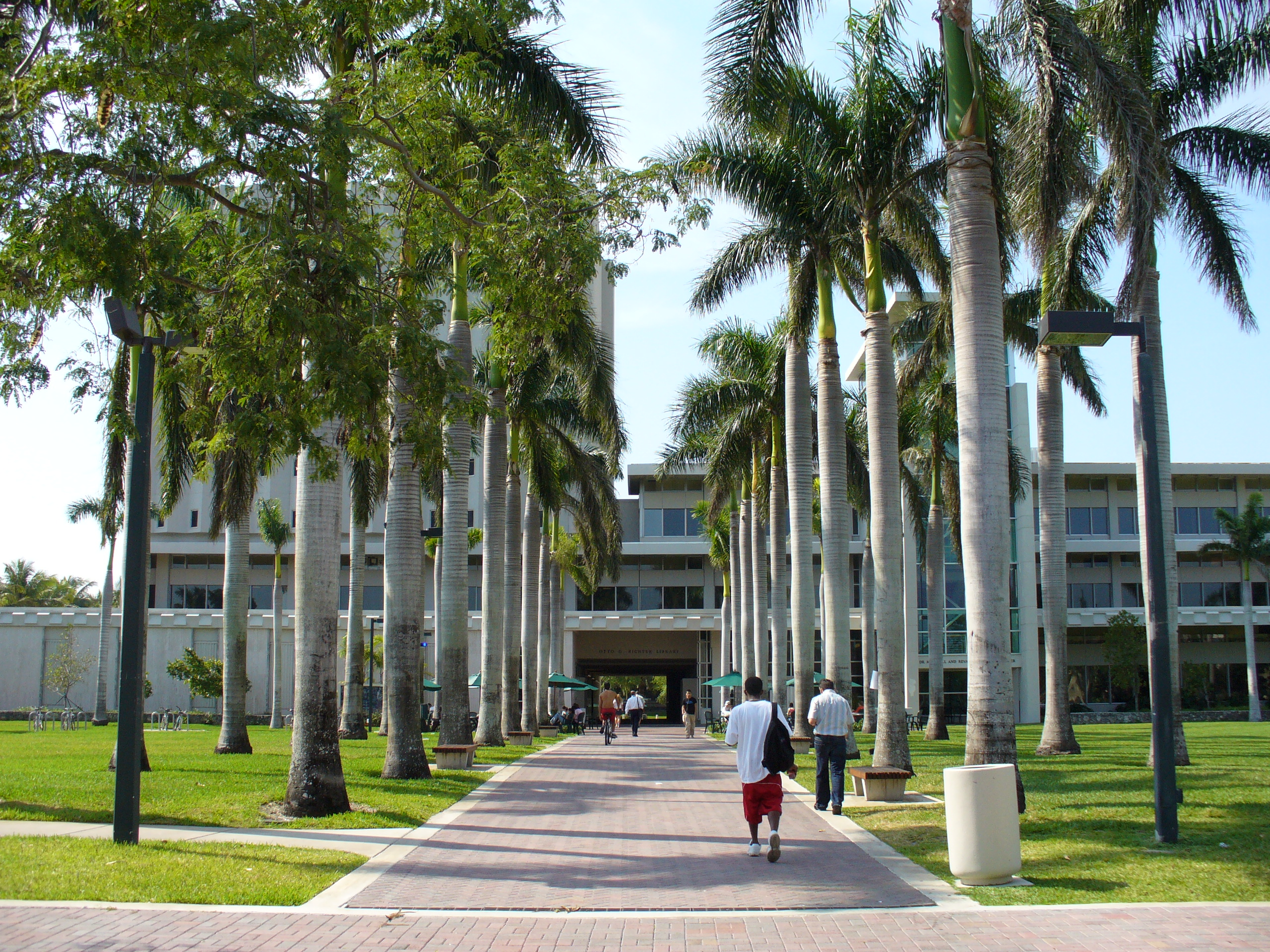
Università di Miami

Coral Gables è la sede dell'Università di Miami, una delle università principali degli Stati Uniti, negli indirizzi economia, ingegneria, legge, oceanografia, medicina, comunicazione e musica.

### Musei
- Coral Gables Museum
- Lowe Art Museum

### Teatri
- Jerry Herman Ring Theatre

### Eventi
- Festival of Art, Università di Miami, tenuto a gennaio[13]
- Carnival on the Mile, Miracle Mile, tenuto a febbraio/marzo[14]
- Festival Miami, Università di Miami, Gusman Concert Hall, tenuto in ottobre[15]
- Junior Orange Bowl Festival, tenuto in dicembre-gennaio[16]

## Infrastrutture e trasporti
Coral Gables è servita dalla metropolitana di Miami con le stazioni di: 
- Douglas Road (SW 37th Avenue e U.S. 1)
- University (Stanford Drive e U.S. 1)

La città ha anche un servizio gratuito di trolley lungo Ponce de Leon Boulevard.

## Amministrazione

### Gemellaggi
- Aix-en-Provence
- Cartagena de Indias
- Granada
- Quito
- Pisa
- El Puerto de Santa María
- Antigua Guatemala

## Galleria d'immagini

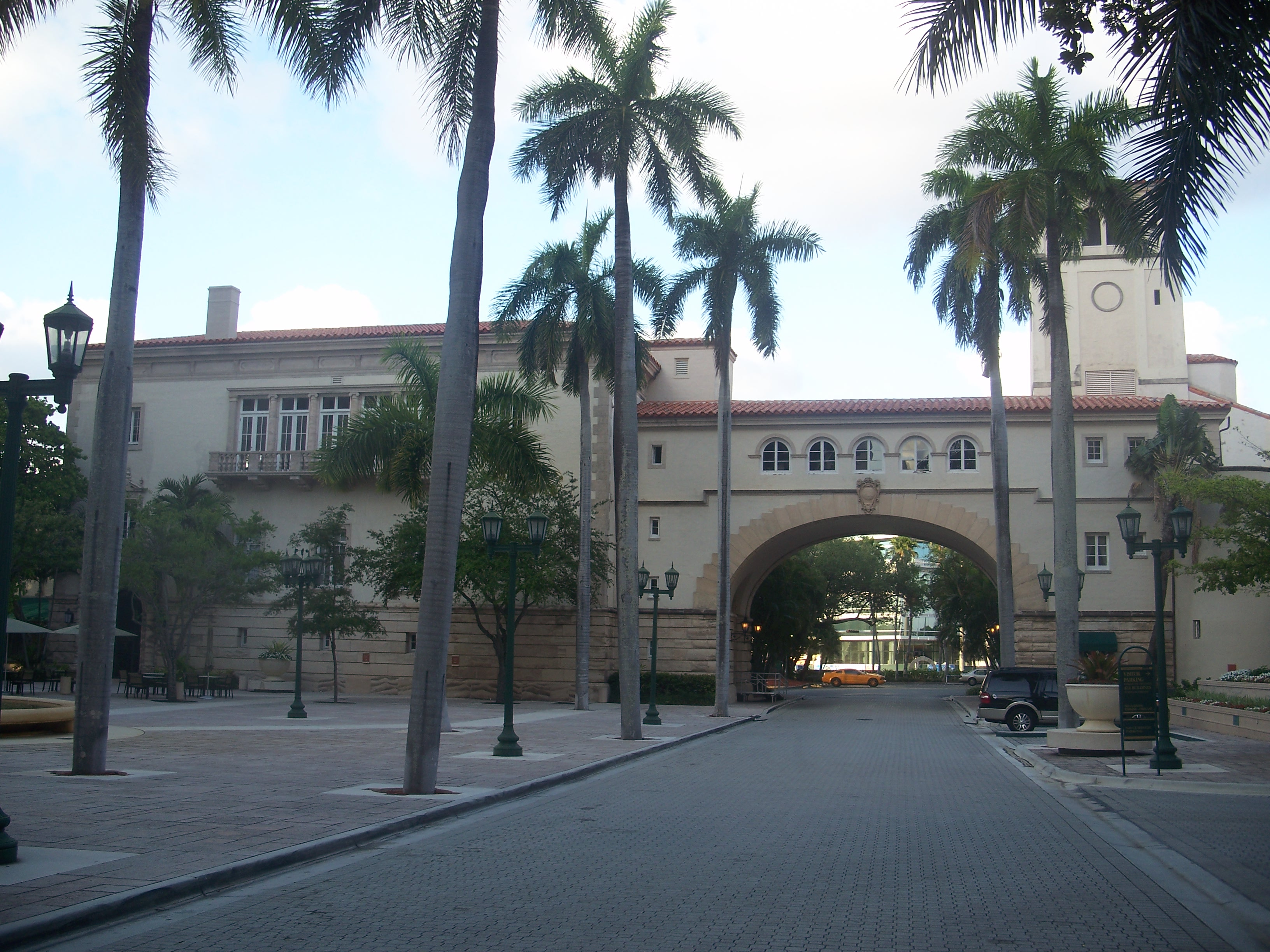
Douglas Entrance
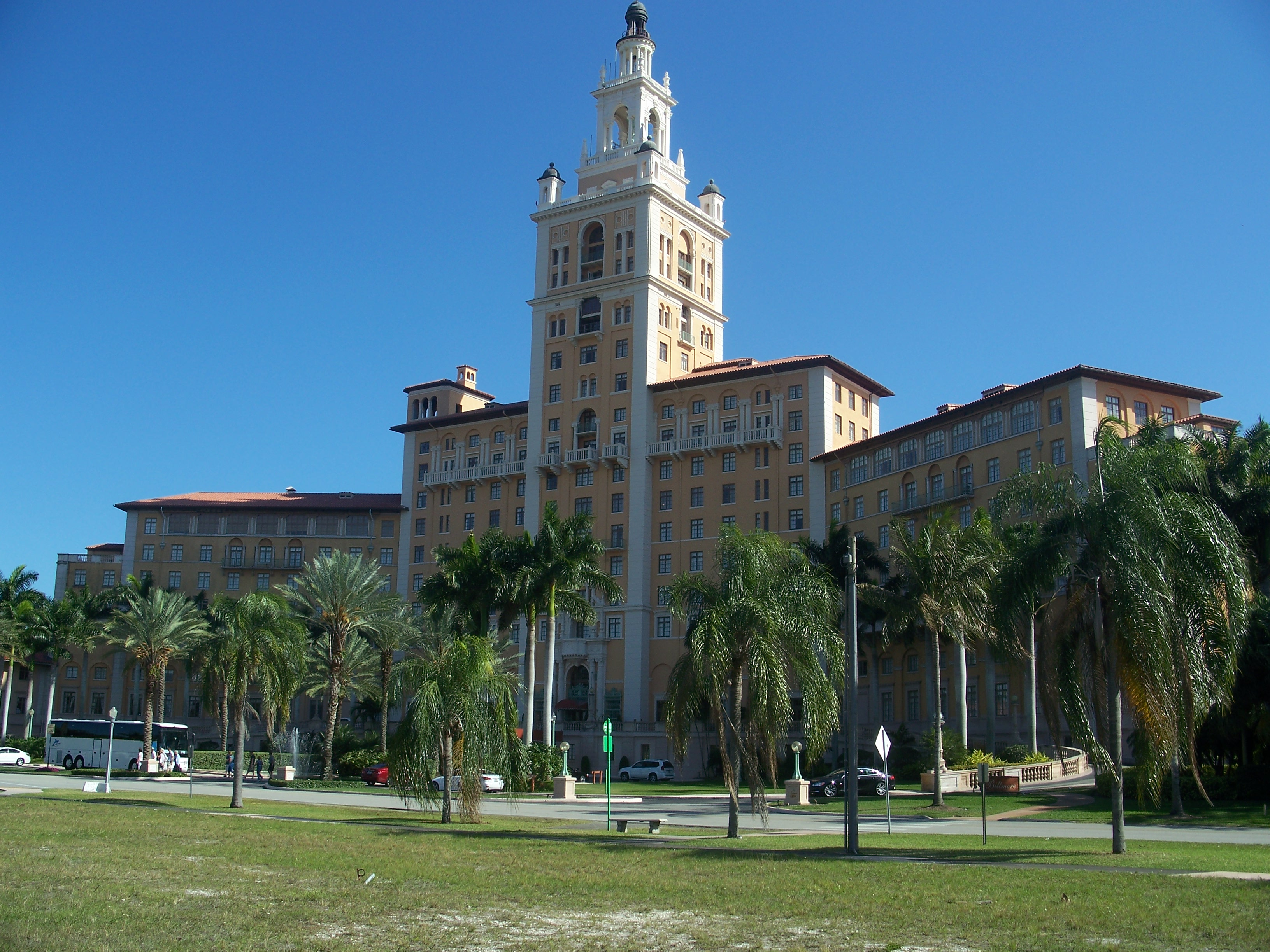
Biltmore Hotel
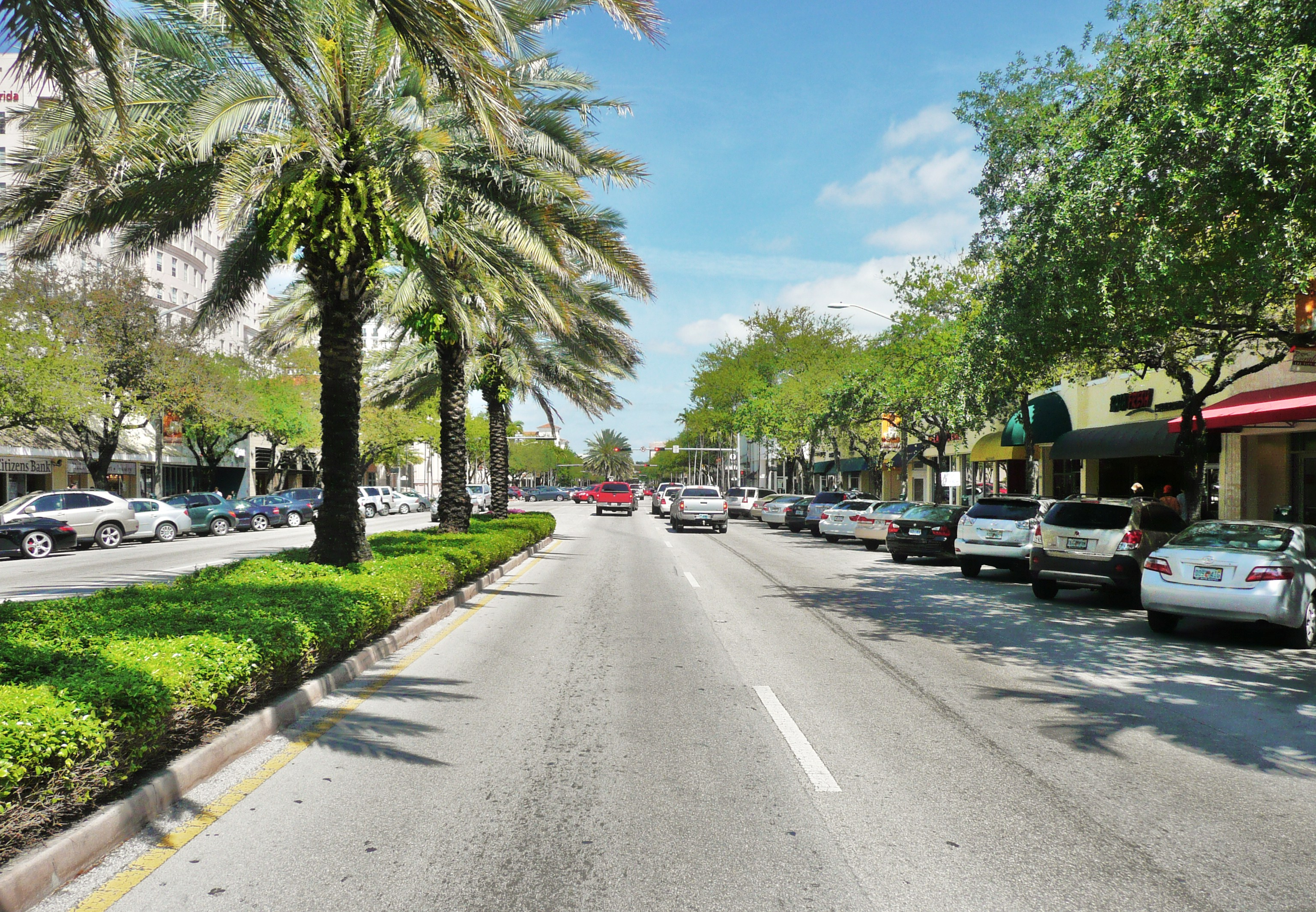
Miracle Mile
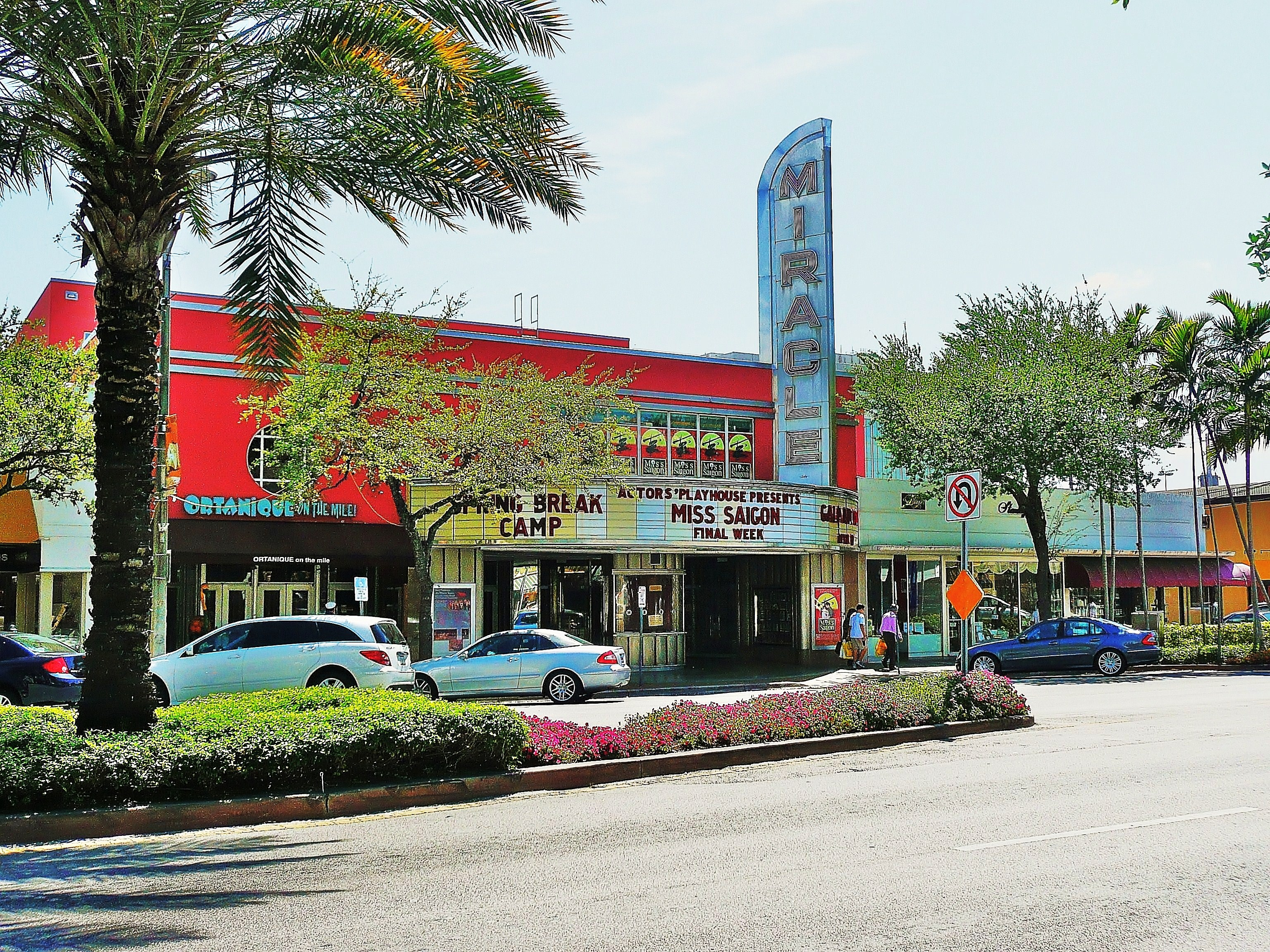
Miracle Theater
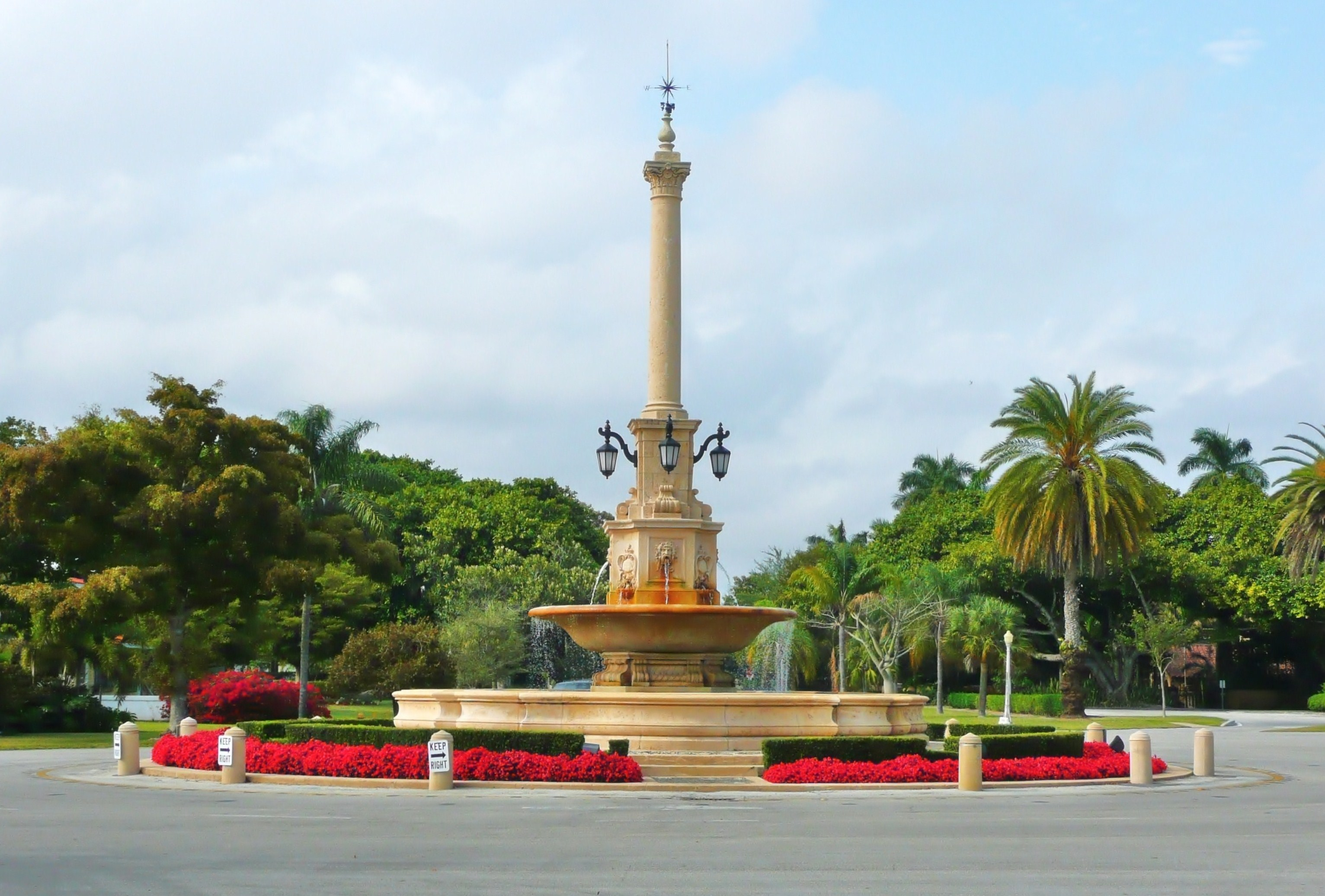
DeSoto Fountain
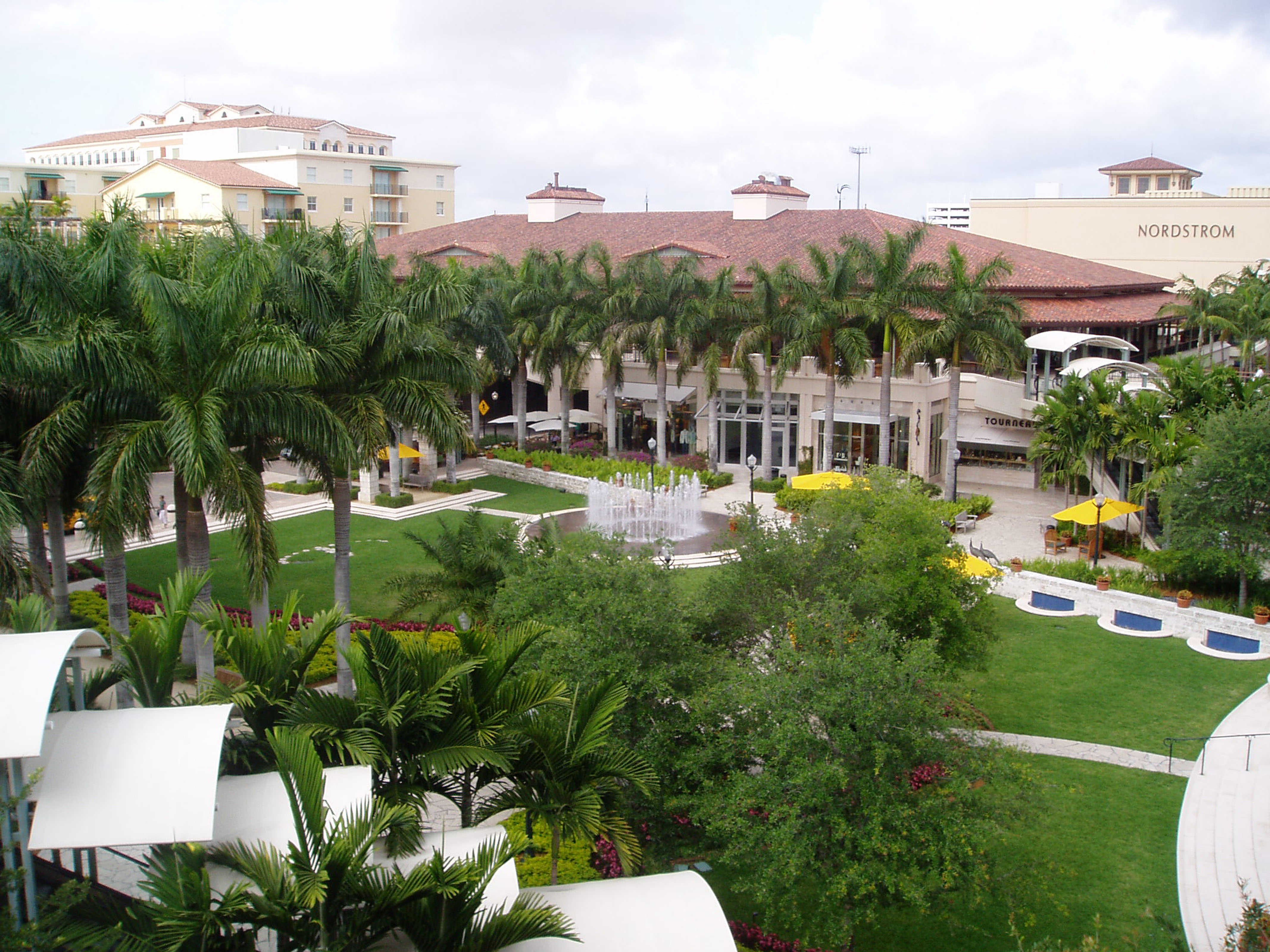
Village of Merrick Park
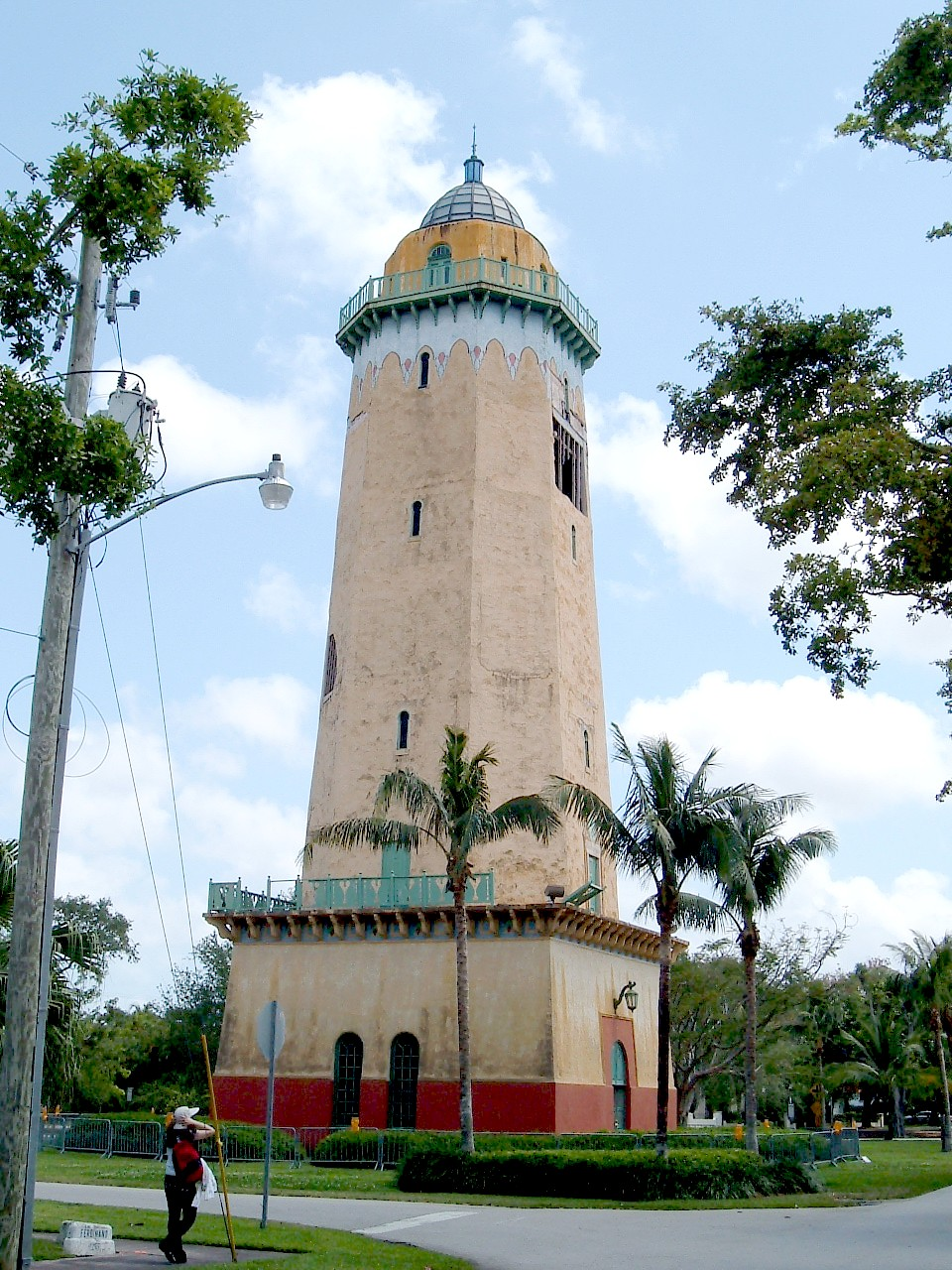
Alhambra Water Tower
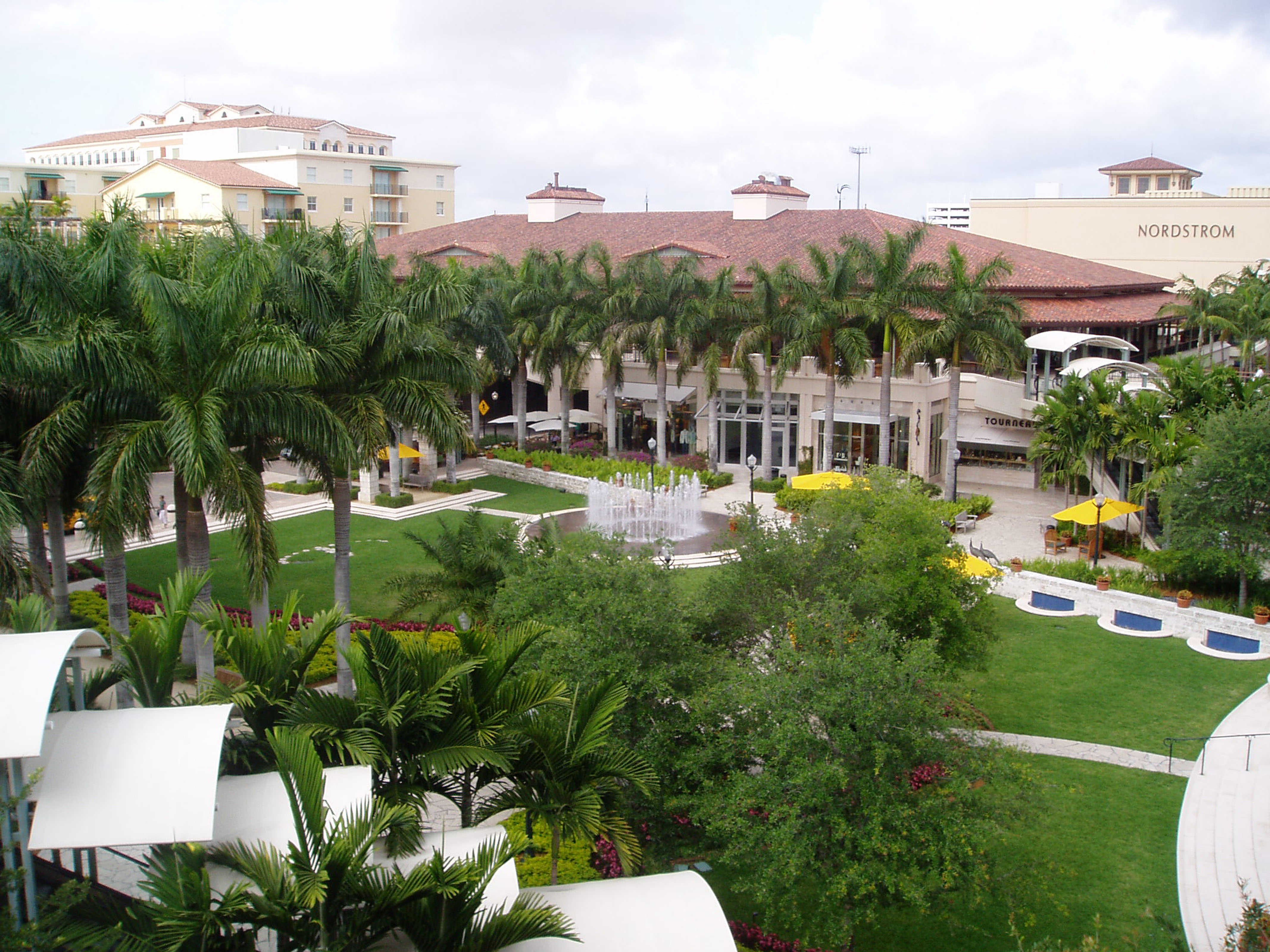
Merrick Park
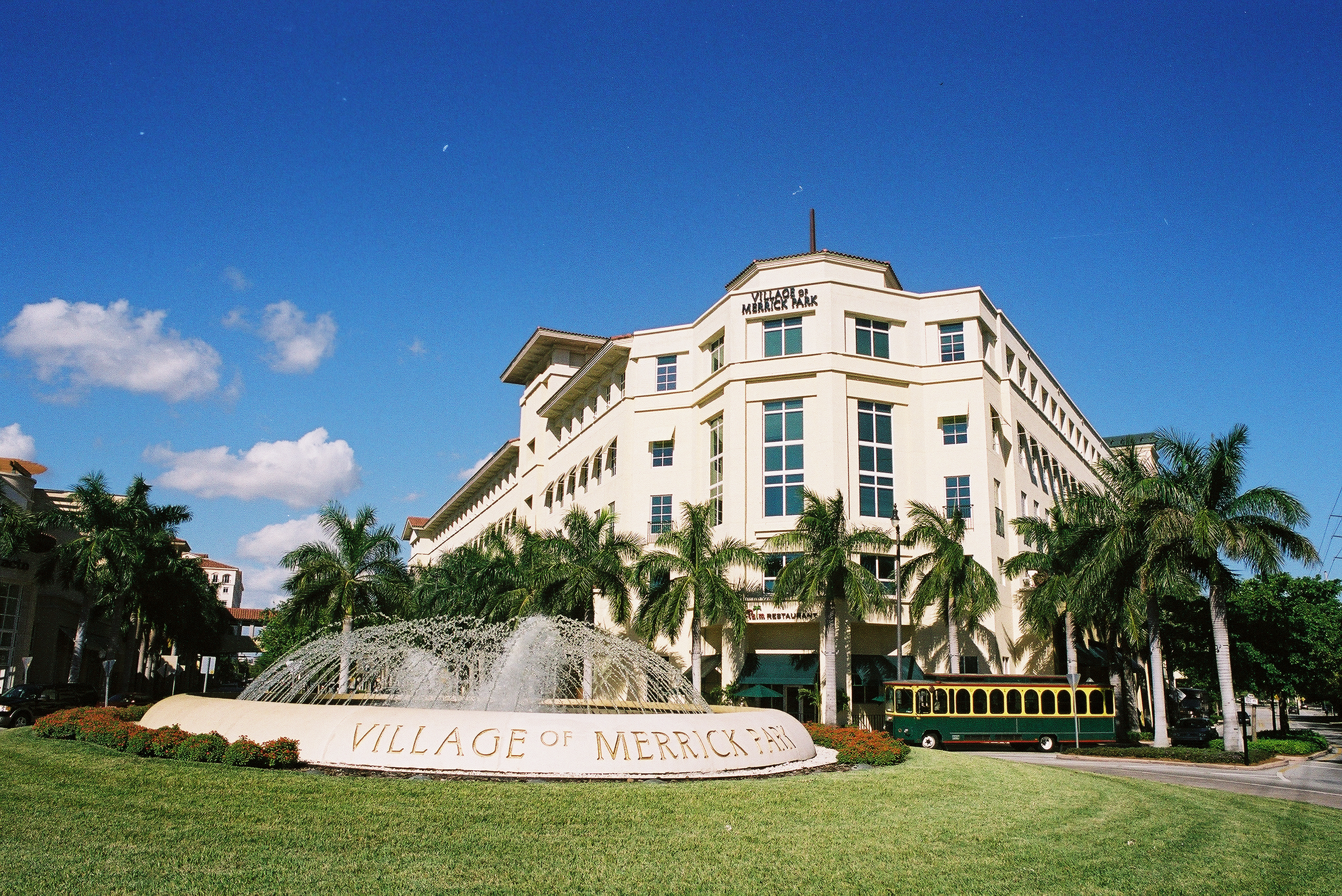
Ponce de Leon Boulevard
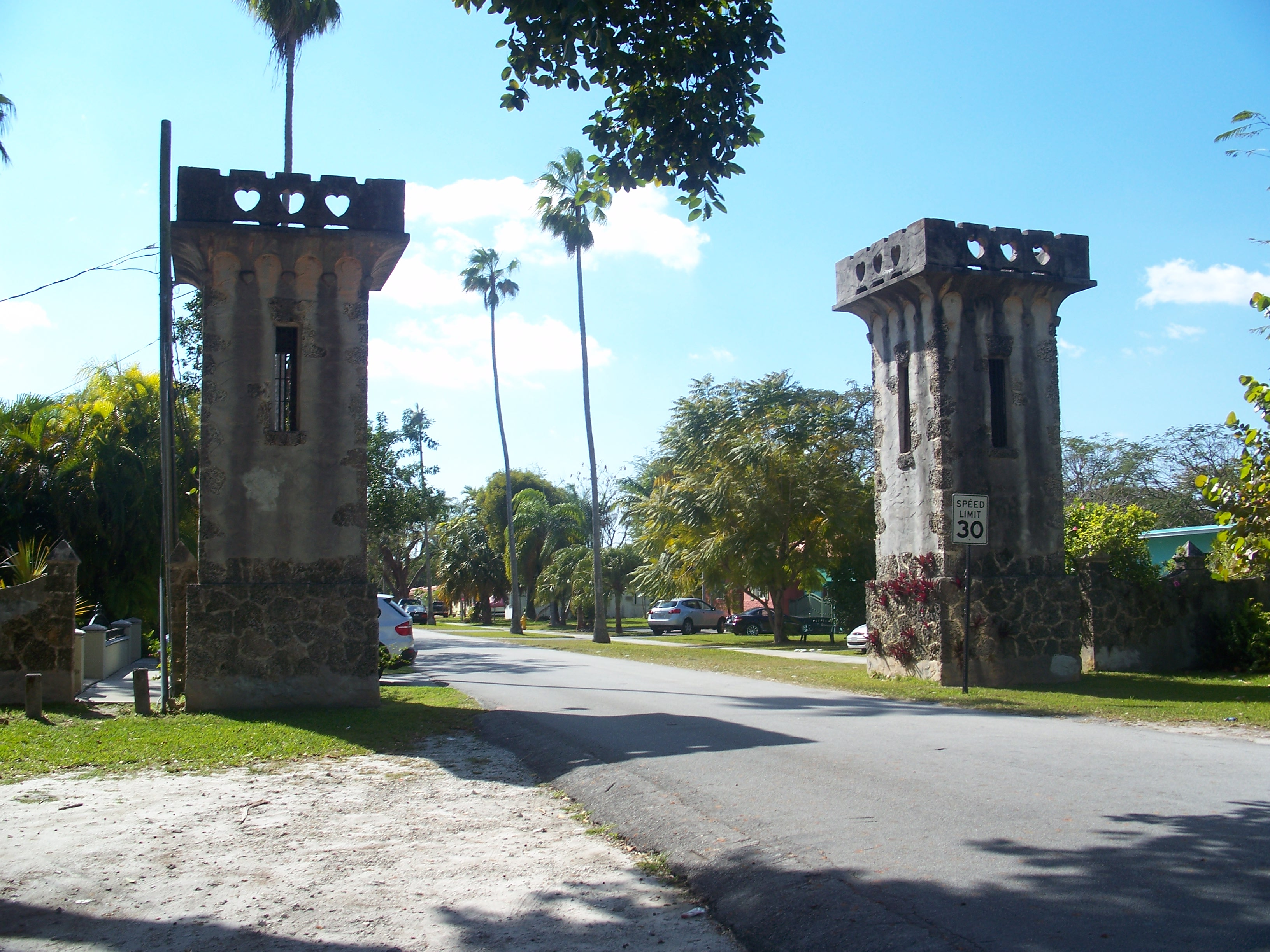
Entrance to Central Miami